# Europa Central y Oriental

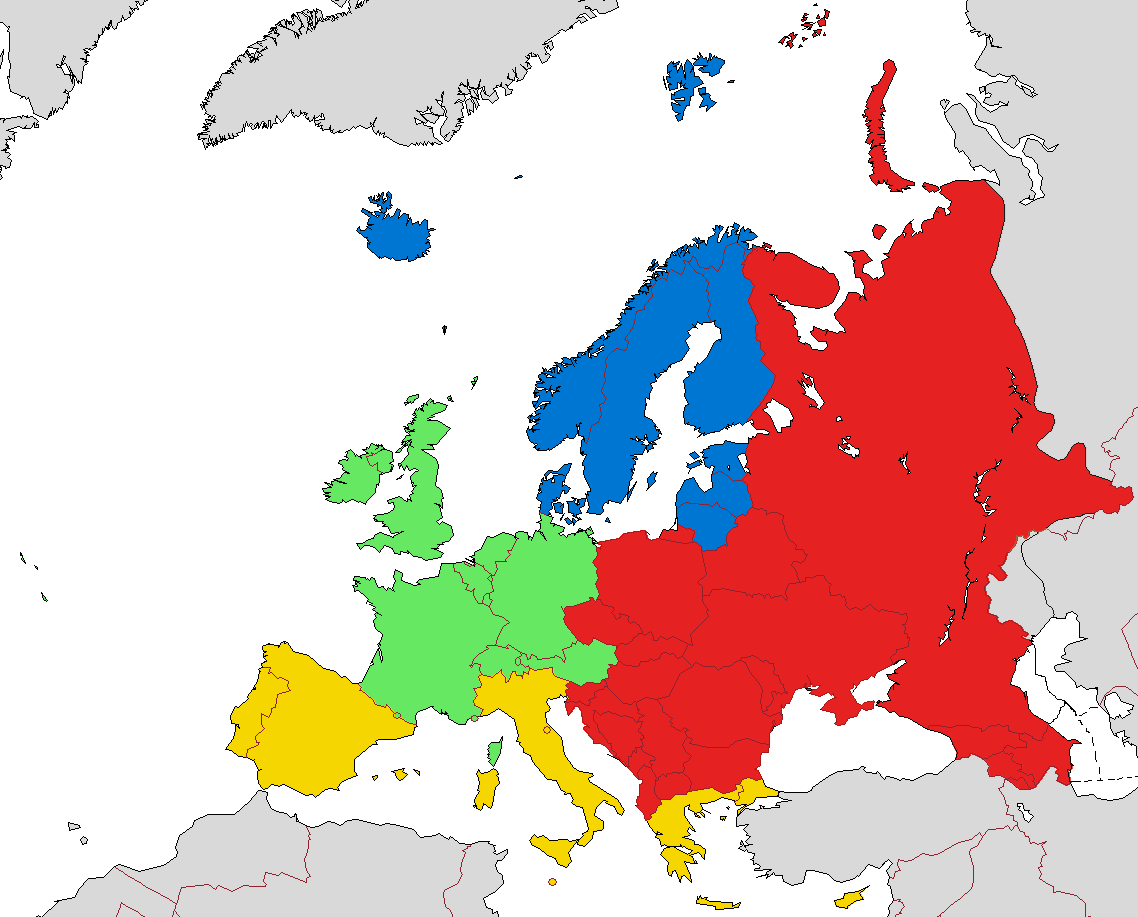
Grandes regiones de Europa según EuroVoc

Agrupación regional europea según The World Factbook

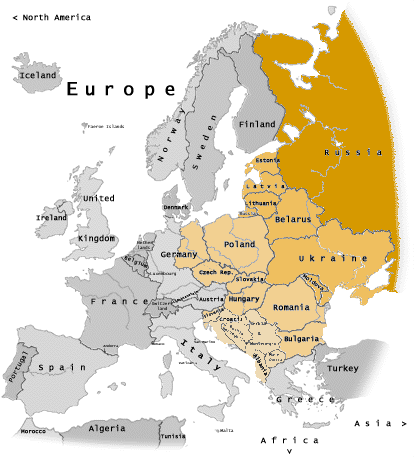
El bloque oriental anterior a 1989 (naranja) sobre las fronteras actuales

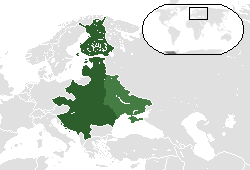
El Intermarium

Europa Central y Oriental es una gran región europea, que abarca las regiones de Europa central, los países bálticos, Europa Oriental y la Europa del Sudeste (los Balcanes), anteriormente países integrados en el llamado bloque del Este (Pacto de Varsovia) en Europa. Los historiadores a menudo utilizan las abreviaturas CEE (Central and Eastern Europe) o CEEC (Central and Eastern Europe Countries) para este término. La Organización para la Cooperación y el Desarrollo Económicos (OCDE) también utiliza el término CEEC (Central and Eastern European Countries) para referirse a ellos.

## Contexto
El término CEE incluye a los países del Bloque del Este (antiguo Pacto de Varsovia, creado en 1955 y extinto en 1991), países situados al este de la frontera surgida tras la Segunda Guerra Mundial entre la Alemania Occidental y la Unión Soviética; los estados independientes de la antigua Yugoslavia (que desde 1955 se consideraban parte del Movimiento de Países No Alineados); y los tres estados bálticos: Estonia, Letonia y Lituania, que durante breve tiempo formaron parte de la Comunidad de Estados Independientes (CEI), con las otras 12 antiguas repúblicas de la URSS.
Los países de Europa Central y Oriental se subdividen además por el momento de su adhesión a la Unión Europea (UE): los ocho países de la primera ola de adhesión se unieron a la UE el 1 de mayo de 2004 (Estonia, Letonia, Lituania, República Checa, Eslovaquia, Polonia, Hungría y Eslovenia); los dos países en vías de adhesión de la segunda oleada que se unieron el 1 de enero de 2007 (Rumania y Bulgaria); y por último, Croacia, que se adhirió el 1 de julio de 2013. Según el análisis del Banco Mundial de 2008, la transición a economías de mercado avanzadas había terminado en esa fecha para los 10 países que se adhirieron a la UE en 2004 y 2007. Los países de Europa central y oriental incluyen los antiguos estados socialistas, que se extienden al oeste de Rusia, entre los que figuran Bielorrusia, Ucrania y Moldavia.

## Países de Europa Central y Oriental
- Estonia: miembro de la Unión Europea y de la OTAN.[5][6]
- Letonia: miembro de la Unión Europea y de la OTAN.
- Lituania:miembro de la Unión Europea y de la OTAN.
- Polonia: miembro de la Unión Europea y de la OTAN.
- Alemania (parte oriental): miembro de la Unión Europea y de la OTAN.
- República Checa: miembro de la Unión Europea y de la OTAN.
- Eslovaquia: miembro de la Unión Europea y de la OTAN.
- Hungría: miembro de la Unión Europea y de la OTAN.
- Rumanía: miembro de la Unión Europea y de la OTAN.
- Bulgaria: miembro de la Unión Europea y de la OTAN.
- Eslovenia: miembro de la Unión Europea y de la OTAN.
- Croacia: miembro de la Unión Europea y de la OTAN.
- Albania: miembro de la OTAN.
- Montenegro: miembro de la OTAN.
- Georgia.[7]
- Serbia.
- Macedonia del Norte: miembro de la OTAN.
- Bosnia y Herzegovina.
- Kosovo (Estado reconocido parcialmente).

## OCDE
Según la Organización para la Cooperación y el Desarrollo Económicos (OCDE), los países de Europa Central y Oriental (CEEC) comprenden: Albania, Bulgaria, Croacia, República Checa, Hungría, Polonia, Rumanía, Eslovaquia, Eslovenia, Estonia, Letonia y Lituania.
El término «Europa Central y Oriental» (abreviado CEE) ha desplazado a los antiguos términos de Europa del Este o Europa Central en el contexto de la Economía de transición, principalmente porque la abreviatura ECE es ambigua.